# Loi du 9 juin 1958 portant amnistie
La loi no 58-526 du 9 juin 1958 portant amnistie est un texte législatif français de 3 articles portant amnistie de certaines infractions. Le titre exact de la loi est « loi tendant à l'amnistie des faits ayant entraîné la condamnation d'étrangers appartenant à des pays neutres pour faits de collaboration économique avec l'ennemi ».

## Structure de la loi
L'article 1er de la loi énonce en son premier alinéa que « sont amnistiés les faits ayant entraîné une condamnation, en application des ordonnances du 6 octobre 1943, et du 29 mars 1945 sur la répression du commerce avec l'ennemi dans les territoires occupés, à l'encontre des ressortissants des pays neutres ».